# 알베르트 코헨

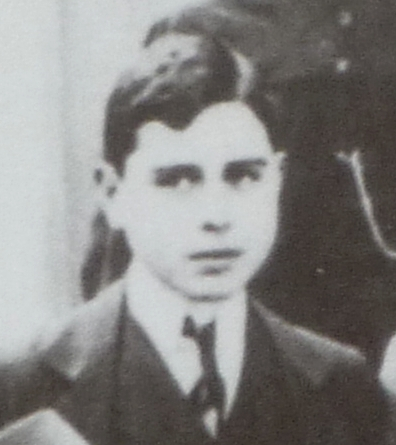

알베르트 코헨(Albert Cohen, 1895년 8월 16일 ~ 1981년 10월 17일)은 그리스에서 태어난 스위스의 작가이다. 국제 노동 기구(ILO) 등 다양한 국제기구에서 공무원으로 일했다. 그는 1919년에 스위스 시민이 되었다.

## 생애
1895년 그리스 코르푸에서 그리스 유대인 부모 사이에서 태어났다. 비누 공장을 운영하던 알베르의 부모는 그가 어렸을 때 프랑스 마르세유로 이주했다. 알베르트 코헨은 그의 소설 Le Livre de ma mère(내 어머니의 책)에서 이 시기를 논한다. 그는 사립 가톨릭 학교에서 공부했다. 1904년에 그는 리세 티에르(Lycée Thiers)에서 고등학교 학업을 시작했고 그곳에서 마르셀 파뇰을 만나 평생 우정을 쌓았고 1913년에 졸업했다.
1914년 마르세유를 떠나 스위스 제네바로 가서 법학대학원에 입학했다. 그는 1917년에 법학대학원을 졸업하고 1917년에 문학학교에 입학하여 1919년까지 그곳에 머물렀다. 1919년에 그는 스위스 시민이 되었다. 같은 해에 그는 엘리자베스 브로쉐(Elisabeth Brocher)와 결혼했고, 1921년에 딸 미리암(Myriam)을 낳았다. 1924년에 그의 아내가 암으로 사망했다. 1925년에 알베르트 코헨은 알베르트 아인슈타인과 지그문트 프로이트가 저술한 정기 간행물인 Revue Juive(The Jewish Review)의 이사가 되었다. 1926년부터 1931년까지 그는 제네바에서 공무원으로 일했다. 1933년에 그는 두 번째 부인인 마리안 고스와 결혼했다.
1940년 독일 점령 기간 동안 코헨은 보르도로 도망갔다가 런던으로 도망갔다. 팔레스타인 유대인 기관은 그에게 추방된 정부들과의 접촉을 확립하는 책임을 맡겼다. 1943년 1월 10일, 코헨의 어머니가 마르세유에서 사망했다. 같은 해에 그는 미래의 세 번째 아내인 벨라 버코위치(Bella Berkowich)를 만났다. 1944년에 그는 난민에 관한 정부 간 위원회의 변호사가 되었다. 1947년 코헨은 제네바로 돌아왔다. 1957년에 그는 문학 경력을 추구하기 위해 이스라엘 대사직을 거절했다.
그는 제네바에서 86세의 나이로 세상을 떠났고 제네바 근처 베이리에에 유대인 공동묘지에 안장되었다.

## 같이 보기
- 르 몽드가 선정한 세기의 도서 100권